# Guignardia xylostei
Guignardia xylostei är en svampart som beskrevs av Reusser 1964. Guignardia xylostei ingår i släktet Guignardia och familjen Botryosphaeriaceae.   Inga underarter finns listade i Catalogue of Life.